# 吴冶山
吴冶山（1919年4月—1990年7月22日），原名吴镜，山东省莱芜县第六区（今济南市莱芜区高庄街道）南冶村人。中华人民共和国铁道部副部长。

## 生平
1937年在县立师范讲习所读书，参加学运被开除。1937年10月参加革命。1938年1月参加徂徕山起义，参与创建八路军山东纵队、1938年6月加入中国共产党。历任区委特派员，县委宣传部长，莒北中心县委组织部部长、武装科科长，县大队副大队长，县委副书记兼县大队长政委。1941年任滨海抗日根据地沭河县县委书记、县行署主任。滨海区党委巡视团副主任。1946年3月任莱芜县民主政府县长兼莱芜独立团团长。莱芜战役时任第九纵队支前指挥部指挥，率全县3万民工支前参战。1948年9月任吉林铁路管理局党委组织部长。1949年2月任吉林铁路局政治部主任。
1950年3月东北铁路总局沈阳地区工厂副厂长、厂党委副书记。 1950年12月参加抗美援朝。组建中国人民志愿军援朝铁路工程总队政委、总队长，1951年1月在球场成立“朝鲜铁路军事管理局”，局长黄铎，吴冶山任政治委员、党委书记。设立定州、熙川两个分局，随后又设立了新成川分局。1951年9月3日，在朝鲜安州成立“中国人民志愿军铁道军事管理总局”，刘居英任局长兼政治委员，金黄一（朝方）、黄铎任副局长，吴冶山任副政委兼政治部主任，下辖熙川、定州、新成川、平壤、高原五个分局和清津、咸兴两个管理局以及机车、工程两个总队，统一负责执行朝鲜铁路军事管理、运输、修复、保养与防护等事宜。荣获朝鲜民主主义人民共和国二级国旗勋章，一级自由独立勋章、中国铁路职工抗美援朝纪念章。1955年8月回国，任柳州铁路管理局局长。1957年11月任兰州铁路局局长、党委书记。1963年8月因病离职休养。1965年下半年任铁道部中南办事处党委书记、主任。1971年1月任武汉铁路局局长、党委书记。1976年7月任坦赞铁路中国铁路专家组（第一期）组长兼党委书记。1977年5月回兰州，主持兰州铁路局工作至1979年6月，任局党委书记、据革命委员会主任、党委第一书记。1978年任铁道部副部长、党组成员，兼铁道部工业总局局长，主管铁路机车车辆工业和全路科技工作。1978年4月1日，在吐鲁番站举行了南疆铁路吐鲁番至鱼儿沟段113公里铺轨通车典礼，新疆维吾尔自治区党委第一书记汪锋、铁道部副部长吴冶山、铁道兵司令部参谋长龙桂林等党政军领导到会祝贺。1982年12月离休。受铁道部委托，任山东铁路建设领导小组副组长，参与领导兖石铁路、胶济铁路复线、山东黄河大桥等重点工程建设。

## 家人
其兄弟吴镝、吴铭、吴键先后参加革命。吴镝任原新泰县区委书记，1947年牺牲。吴铭曾任湖南长沙矿务局劳动工资处处长离休。吴键曾任莱芜县检察长。